# St. Cyriacus (Hümmel)

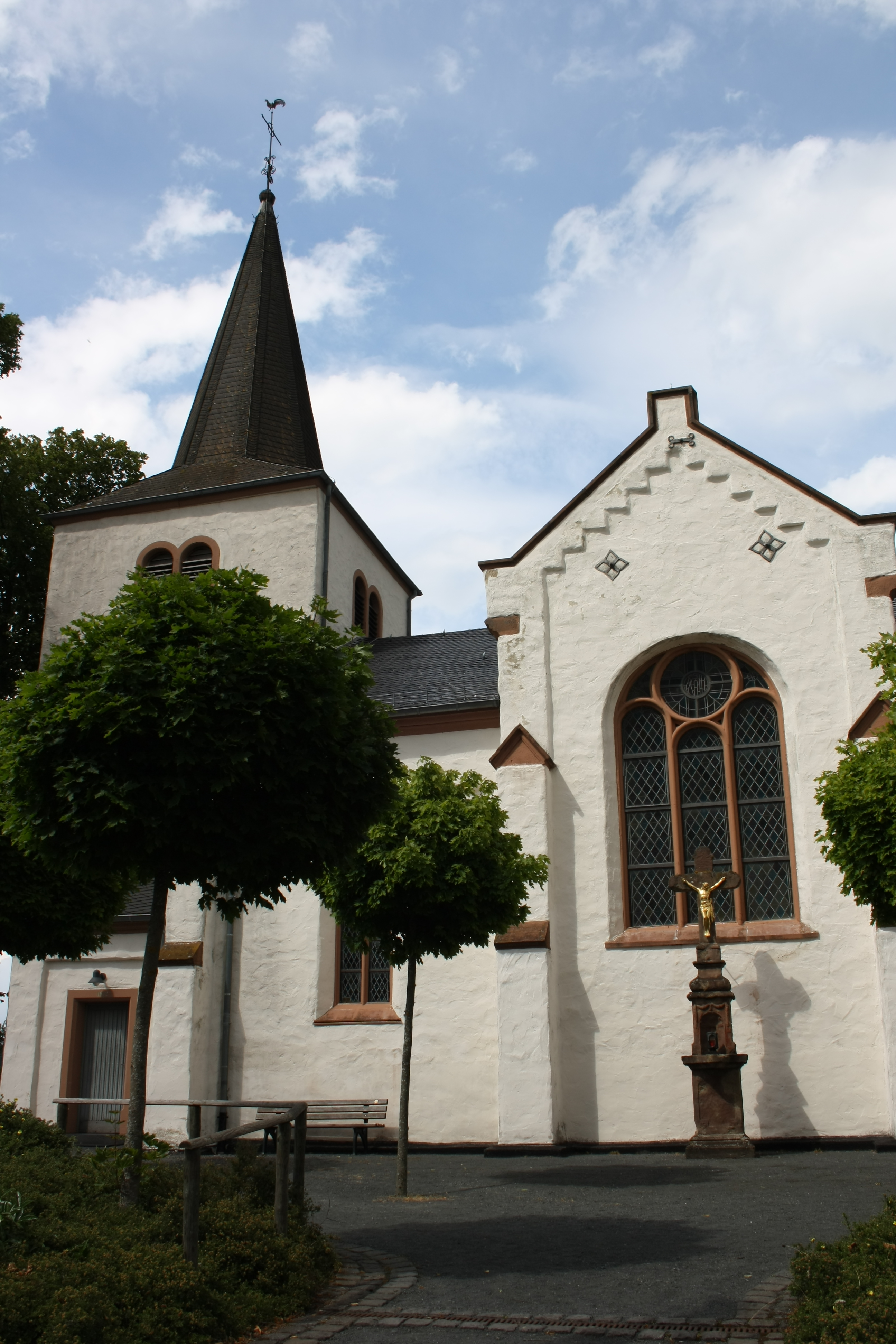
St. Cyriacus, von Süden

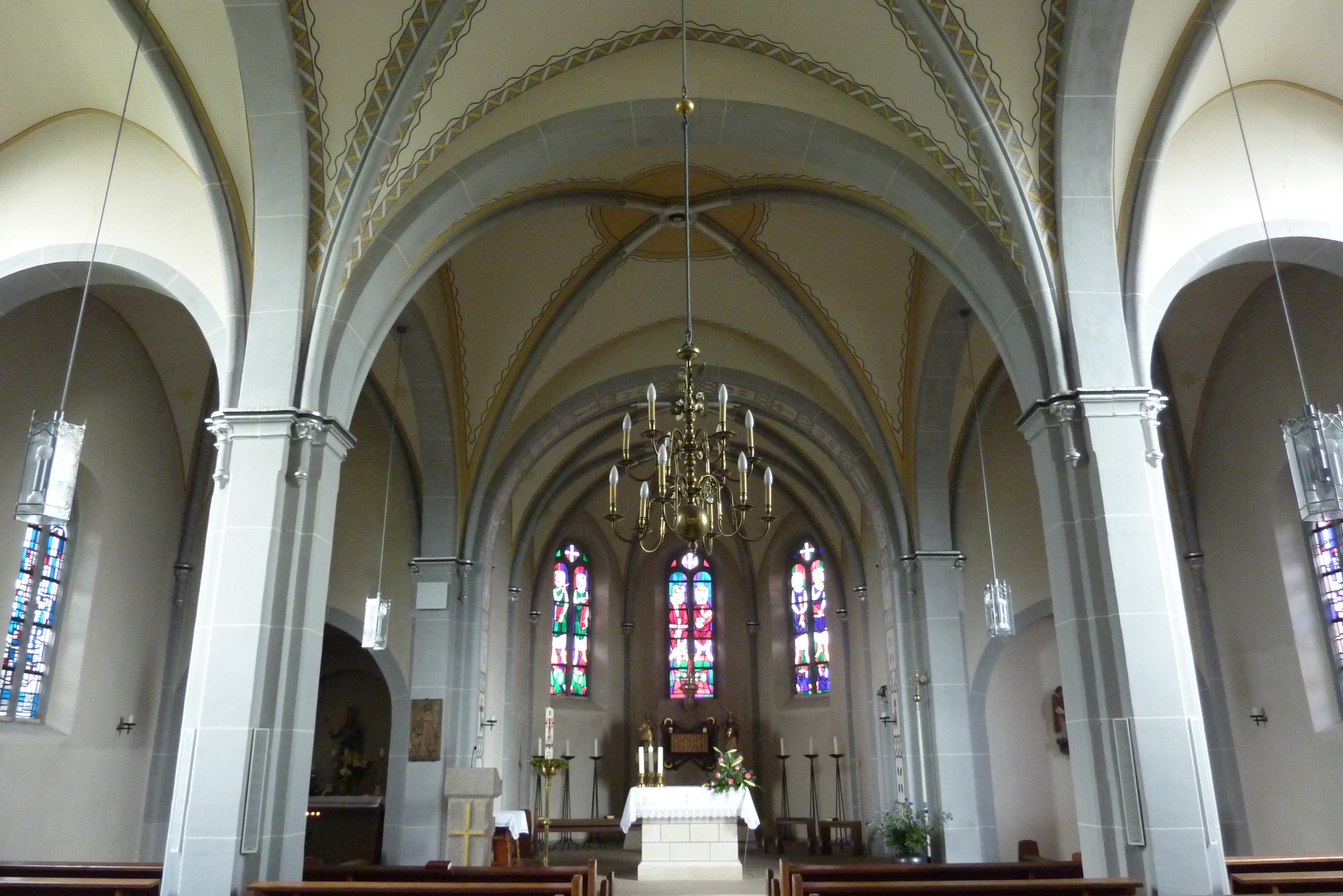
Innenraum mit Chor und Altar

Die katholische Pfarrkirche St. Cyriacus in Hümmel, einer Ortsgemeinde im Landkreis Ahrweiler im Norden von Rheinland-Pfalz, wurde 1871/72 errichtet und ist heute als Baudenkmal geschützt. Die Kirche ist dem heiligen Cyriakus geweiht.

## Geschichte
Die Kirche in Hümmel wurde 1114 erstmals erwähnt. Der Kern der 1870 abgebrochenen alten Pfarrkirche wurde wahrscheinlich in romanischer Zeit errichtet und später in gotischem Stil umgebaut. Bereits 1745 wurde diese Kirche als baufällig bezeichnet. In den 1790er Jahren wurde der Turm neu errichtet und die Besetzung des Rheinlandes während der Französischen Revolution verhinderte den Neubau des Kirchenschiffes. 1868 wurde die Kirche wegen der Gefahr herunterfallender Gewölbeteile baupolizeilich geschlossen und von Kreisbaumeister August Clotten ein Neubau vorgeschlagen. Dieser entwarf die Pläne des 1871/72 ausgeführten Kirchenneubaus. Eine Kollekte in den katholischen Gemeinden der Rheinprovinz ermöglichte die Finanzierung des Baues.

## Architektur
Die Kirche wurde gebaut als dreischiffige Stufenhalle mit drei Jochen. Die mittleren Joche sind als Risalite erkennbar. Diese besitzen große Maßwerkfenster und werden von einem Giebel betont. Die geostete Kirche schließt mit einem dreiseitig geschlossenen Chor, der von einer Kapelle (links) und der Sakristei (rechts) flankiert wird.
1955 wurden nach Entwürfen von Walter Bettendorf (Konz) die drei neuen Chorfenster von der Glasmalerei Binsfeld in Trier aufgestellt. Nach größeren Umbaumaßnahmen wurde am 13. August 1972 durch Weihbischof Alfred Kleinermeilert die Kirche neu konsekriert.

## Ausstattung
Die Firma Kiefer aus Trier lieferte drei Altäre aus Holz. Später kamen die Kanzel, das Taufbecken, zwei Beichtstühle und der Kreuzweg hinzu.
Die Orgelbaufirma Stockhausen aus Linz am Rhein lieferte 1889 eine mechanische Orgel mit zwölf Registern, die in den 1960er Jahren ersetzt wurde. 2005 wurde dieses Instrument wiederum ersetzt durch eine neue Orgel, die durch die Orgelbaufirma Hubert Fasen (Oberbettingen) erbaut wurde. Das rein mechanische Instrument hat 11 Register auf Manual und Pedal. Die Manualregister Nr. 3, 7, 9 sind als Bass/Diskant-Züge angelegt.
| Manualwerk C–a3 |                    |       |
| 1.              | Principal          | 8′    |
| 2.              | Salicional         | 8′    |
| 3.              | Gedeckt            | 8′    |
| 4.              | Oktave             | 4′    |
| 5.              | Rohrflöte          | 4′    |
| 6.              | Waldflöte          | 2′    |
| 7.              | Sesquialter II-III | 2 ⁄3′ |
| 8.              | Mixtur III         | 1 ⁄3′ |
| 9.              | Trompete           | 8′    |

| Pedalwerk C–d1 |                         |     |
| 10.            | Subbaß                  | 16′ |
| 11.            | Gedecktbaß (aus Nr. 10) | 8′  |

- Pedalkoppel